# Hagwilget Indian Reserve 1
Hagwilget Indian Reserve 1 är ett reservat i Kanada.   Det ligger i provinsen British Columbia, i den centrala delen av landet, 3 700 km väster om huvudstaden Ottawa.
I omgivningarna runt Hagwilget Indian Reserve 1 växer i huvudsak blandskog. Runt Hagwilget Indian Reserve 1 är det glesbefolkat, med 19 invånare per kvadratkilometer.